# Ptocasius yunnanensis
Ptocasius yunnanensis är en spindelart som beskrevs av Song D. 1991. Ptocasius yunnanensis ingår i släktet Ptocasius och familjen hoppspindlar. Inga underarter finns listade i Catalogue of Life.